# 上海图书馆站
上海图书馆站位于中华人民共和国上海市徐汇区淮海中路与高安路交叉口，上海图书馆附近，是上海地铁10号线的地铁车站。于2010年4月10日启用。

## 车站结构

### 楼层分布
| 地面层   | 出入口             | 1-3出入口                                 |  |  |
| 地下一层 | 站厅               | 票务服务、自动售票机、人工服务台          |  |  |
| 地下二层 | ①站台              | █ 10号线 往虹桥火车站或航中路（交通大学） |  |  |
|          | 岛式站台，左侧开门 |                                           |  |  |
|          | ②站台              | █ 10号线 往基隆路（陕西南路）             |  |  |

### 站厅
上海图书馆站站厅位于地下一层，位于淮海中路下方。站厅内设有自助售票机、验票闸机及服务柜台，并设有通道连接上海图书馆的地下空间。站厅设有一面艺术墙，通过展现中国汉字的演化及上海图书馆馆藏图书等影本资料，以表达中国上下五千年的和谐文化。

### 站台
上海图书馆站站台位于地下二层，设有一座岛式站台，有10号线经过。

## 出口
上海图书馆站共有3个出入口，各出入口如下所示：
| 出口编号            | 出口指示                 | 照片 |
| ------------------- | ------------------------ | ---- |
| 1 · 出口 · （设有） | 淮海中路                 |      |
| 2 · 出口            | 淮海中路                 |      |
| 3 · 出口            | 淮海中路，湖南路，高安路 |      |
| 图例： 设有         |                          |      |

## 圖片
- 上海图书馆站建築工地（2009年10月）
- 站厅自动售票机
- 2号口通道
- 曾經設於2号口旁的季风书园